# Gran Premio de San Sebastián 1928

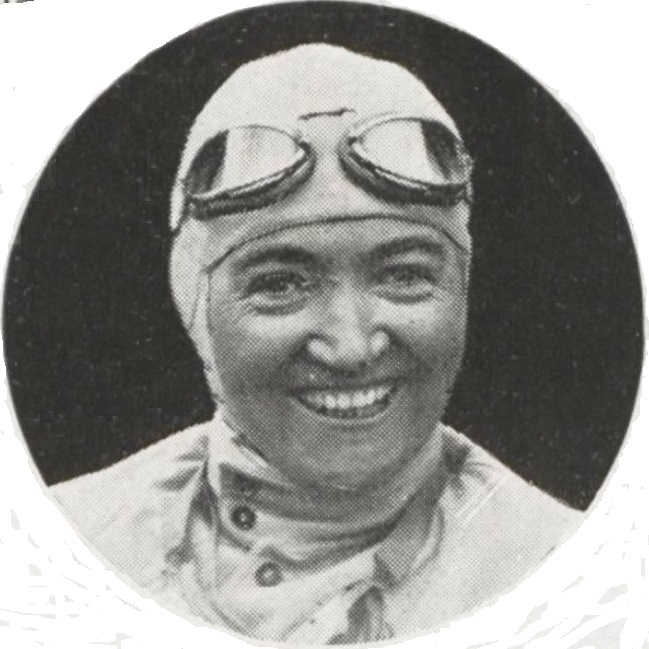
Janine Jennky; gemeldet aber nicht gestartet

Der VI. Gran Premio de San Sebastián fand am 25. Juli 1928 auf dem Circuito Lasarte bei San Sebastián statt.

## Rennen
Der Große Preis von San Sebastián 1928 war ein Rennen der Formula Libre und endete mit dem Sieg von Louis Chiron in einem Bugatti T35C.

## Ergebnisse

### Meldeliste
| Team                    | Nr. | Fahrer                  | Chassis       | Motor                      | Reifen |
| ----------------------- | --- | ----------------------- | ------------- | -------------------------- | ------ |
| Ferdinando Minoia       | 01  | Ferdinando Minoia       | Bugatti T35C  | Bugatti 2.0L I8 Kompressor |        |
| Mario Lepori            | 02  | Mario Lepori            | Bugatti T35B  | Bugatti 2.3L I8 Kompressor |        |
| Manuel Blancas          | 03  | Manuel Blancas          | Bugatti T35B  | Bugatti 2.3L I8 Kompressor |        |
| William Grover-Williams | 04  | William Grover-Williams | Bugatti T35C  | Bugatti 2.0L I8 Kompressor | A      |
| Edmond Bourlier         | 05  | Edmond Bourlier         | Bugatti T35C  | Bugatti 2.0L I8 Kompressor |        |
| Daimler-Benz AG         | 06  | Rudolf Caracciola       | Mercedes-Benz |                            | C      |
| Louis Chiron            | 07  | Louis Chiron            | Bugatti T35C  | Bugatti 2.0L I8 Kompressor |        |
| Goffredo Zehender       | 08  | Goffredo Zehender       | Bugatti T37A  | Bugatti 1.5L I4 Kompressor |        |
| Robert Benoist          | 09  | Robert Benoist          | Bugatti T35C  | Bugatti 2.0L I8 Kompressor | M      |
| Albert Divo             | 10  | Albert Divo             | Bugatti T35B  | Bugatti 2.3L I8 Kompressor |        |
| Maurice Rost            | 11  | Maurice Rost            | Georges Irat  | Georges Irat 3.0L I4       |        |
| Gastone Brilli Peri     | 12  | Gastone Brilli-Peri     | Bugatti T35C  | Bugatti 2.0L I8 Kompressor |        |
| Janine Jennky           | 14  | Janine Jennky           | Bugatti T35C  | Bugatti 2.0L I8 Kompressor |        |
| Michel Doré             | 15  | Michel Doré             | La Licorne    | La Licorne 1.5L I4         |        |
| Marcel Lehoux           | 16  | Marcel Lehoux           | Bugatti T35C  | Bugatti 2.0L I8 Kompressor |        |
| Francisco Torres        | 18  | Francisco Torres        | Bugatti T37A  | Bugatti 1.5L I4 Kompressor |        |
| Ricardo Palet           | 20  | Ricardo Palet           | Ricart        | Ricart 1.5L I6             |        |

### Rennergebnis
| Pos. | Fahrer                       | Konstrukteur | Runden | Stopps | Zeit          | Start | Schnellste Runde | Ausfallgrund            |
| ---- | ---------------------------- | ------------ | ------ | ------ | ------------- | ----- | ---------------- | ----------------------- |
| 01   | Louis Chiron                 | Bugatti      | 40     |        | 5:20:30,0 h   | 4     | 7:19,0 min       |                         |
| 02   | Robert Benoist               | Bugatti      | 40     |        | + 2:25,5 min  | 6     |                  |                         |
| 03   | Marcel Lehoux                | Bugatti      | 40     |        | + 13:04,8 min | 8     |                  |                         |
| 04   | Goffredo Zehender            | Bugatti      | 40     |        | + 21:53,7 min | 5     |                  |                         |
| 05   | Manuel Blancas               | Bugatti      | 40     |        | + 44:10,8 min | 2     |                  |                         |
| 06   | Francisco Torres             | Bugatti      | 29     |        | + 11 Runden   | 9     |                  | abgewinkt aber gewertet |
| —    | Mario Lepori Edmond Bourlier | Bugatti      | 32     |        | DNF           | 1     |                  | Zündungsschaden         |
| —    | Albert Divo                  | Bugatti      | 12     |        | DNF           | 7     |                  | Bremsdefekt             |
| —    | William Grover-Williams      | Bugatti      | 10     |        | DNF           | 3     |                  | Wagenbrand              |